# (7629) Foros
(7629) Foros ist ein Asteroid des inneren Hauptgürtels, der vom sowjetischen Astronomen Nikolai Tschernych am 19. August 1977 am Krim-Observatorium in Nautschnyj (IAU-Code 095) entdeckt wurde. Eine Sichtung des Asteroiden hatte es schon am 11. Oktober 1948 mit der vorläufigen Bezeichnung 1948 TB2 an der Außenstelle des Krim-Observatoriums in Simejis gegeben.
Der Asteroid gehört zur Nysa-Gruppe, einer nach (44) Nysa benannten Gruppe von Asteroiden (auch Hertha-Familie genannt, nach (135) Hertha). Die zeitlosen (nichtoskulierenden) Bahnelemente von (7629) Foros sind fast identisch mit denjenigen von vier kleineren, wenn man von der Absoluten Helligkeit von 16,6, 17,2, 18,2 und 17,8 gegenüber 14,2 ausgeht, Asteroiden: (137505) 1999 VZ21, (148477) 2001 FS99, (311243) 2005 CT68 und (339734) 2005 SR44.
(7629) Foros wurde am 4. Mai 1999 nach Foros benannt, einem Kurort an der Südküste der Krimhalbinsel. Schon 1979 war ein Marskrater nach Foros benannt worden: Marskrater Foros.